# Berenike Syra
Berenike Syra, född 285-280 f.Kr, död 246 f.Kr, var en drottning i det seleukidiska riket i Syrien som gift med Antiochos II Theos. Hon var regent i Seleukidiska riket som förmyndare för sin son Antiochus III under juli 246.

## Biografi
Berenike Syra var dotter till Ptolemaios II Filadelfos och Arsinoe I av Egypten. 
År 253 f.Kr slöts ett avtal mellan hennes far och Antiochos II efter Andra syriska kriget. Enligt avtalet lovade Antiochos II att skilja sig från sin första maka Laodike I, gifta sig med Berenike och göra sina eventuella barn med henne till tronföljare framför sina barn i första äktenskapet. Giftermålet ägde rum 252 f.Kr. Makens första maka Laodike tvingades då lämna hovet och förvisades till Efesos. År 251 f.Kr födde Berenike en son, Antiochos, som utropades till tronarvinge.

### Regentskap
När hennes far avled 28 januari 246 f.Kr., övergav hennes make henne och hennes son i Antiokia, och återvände till Laodike i Efesos. I juli avled han, möjligen förgiftad. Laodike hävdade att Antiochos II hade återinsatt Laodikes son som tronföljare, och denna utropades därför till Seleukos II.
Berenike förklarade då att Laodike hade förgiftat den avlidna kungen och förfalskat hans testamente. Hon lät utropa sin minderårige son till kung i enlighet med äktenskapskontraktet, och övertog själv regeringen som hans förmyndare och regent. Detta utlöste det tredje syriska kriget. Berenike lät befästa sig i Daphne i Antiokia och sände bud till sin bror Egyptens kung Ptolemaios III om förstärkningar. Hon erövrade Soloia med sin här.

### Död
Senare samma sommar mördades Berenike och hennes son på order av Laodike. De två aristokraterna Gennaios och Ikadion kunde ta Berenikes son i besittning och lät döda honom, uppenbarligen i Antiokia. Det tycks som om Berenike sedan tillfångatogs. Hennes bror Ptolemaios III följde sin personliga läkares, Aristarchus, råd att komma överens med hennes barns mördare för att rädda hennes eget liv. Hon tycks ha fått löfte om att leva och försetts med en keltisk livvakt, men blev snart mördad. Hovfunktionärerna Panariste, Mania och Gethosyne ordnade Berenikes begravning, men hävdade utåt att hon levde och återhämtade sig, och väntade på den egyptiske kungens ankomst.
Mordet på Berenike Syra ledde till att hennes bror fortsatte kriget till 241 f.Kr. 